# 右美沙芬
右美沙芬（INN：dextromethorphan，DXM，DM）又名右甲嗎喃，是一種鎮咳藥物，它的氫溴酸鹽（dextromethorphan hydrobromide）常用於藥品中。
美國食品及藥物管理局在1958年批准右美沙芬可不需醫生處方而作為鎮咳藥發售。當時最廣泛使用的止咳藥可待因有被濫用的可能性，也可成癮。右美沙芬在這些方面虽比可待因有所改善，但也有物質依賴的可能性，在部分国家和地区受到管制。

## 藥物效應動力學
服用治療劑量後，右美沙芬在中樞神經系統作用，抑制咳嗽，卻不抑制纖毛活動。右美沙芬在腸胃被迅速吸收，在口服後15至60分鐘內可發揮藥效。口服後藥力可維持大約3至8小時。 
成人口服用量大約是每6至8小時服30毫克，或依醫師指示。此类中枢镇咳药物不适合婴儿以及儿童使用。

## 臨床藥理學
口服後，右美沙芬迅速從腸胃吸收，進入血管及穿過腦血管障壁。初次進入肝門靜脈後，部份右美沙芬被代謝成另一有藥效的代謝物右啡烷（dextrorphan），即3-hydroxy derivative of dextromethorphan. 右美沙芬的治療活性被認為是由該藥本身及此代謝物（右啡烷）共同作用产生的。右美沙芬主要經肝臟通过多種肝酶代謝。無藥效的(+)-3-hydroxy-N-methylmorphinan是右美沙芬經過這些途徑代謝而產生的一種代謝物。涉及這些過程的一種著名代謝催化剂是一種獨特的细胞色素P450同功酶，稱作「2D6」, 或者「 CYP2D6」。由於CYP2D6是導致右美沙芬在體內失效的主要代謝途徑，右美沙芬在體內的效應及其持續時間在這些比較差的代謝者身上明顯增強，他們當中有人因濫用右美沙芬而死亡或住院的事例曾被報告。
許多藥物（包括抗抑鬱藥）是CYP2D6的強效抑制劑，如果同時服用這些藥物及右美沙芬，可能產生藥物間的相互作用，曾有因此致死的事例報告。

## 歷史
右美沙芬獲批的美國專利第2,676,177号已屆滿，在1958年被批准為可不需處方售賣的鎮咳藥。
目前在台灣有商品販售的藥，就屬由美商惠氏藥廠所生產的「諾比舒咳」。而該商品又細分兩種：「咳嗽液」和「祛痰液」。只有咳嗽液含有右美沙芬。

## 藥物濫用
尽管成瘾度相较于可待因等鸦片类止咳药物更低，右美沙芬仍有药物滥用的危险。长期大剂量的服用可能导致毛细血管脆化，组织易出血，增加创伤的程度。

### 中国大陆
在中国大陆，滥用者常常将药物整板吞下或整瓶一饮而尽并配上可乐或其他含有咖啡因的饮料以求兴奋和解离效果。一些媒体称其为“可待因第二”。由于可能的药物滥用风险等因素，中国国家药品监督管理局已于2021年12月将所有氢溴酸右美沙芬口服单方制剂由原先的甲类非处方药改为处方药，并要求生产企业修订说明书，删除“长期服用无成瘾性和耐受性”等类似表述。不过，即使在网络禁售后，在一些相对小众的电商平台上也还能购得。
2024年5月7日，国家药监局等三部门公告，将右美沙芬列入第二类精神药品目录，自当年7月1日起施行。按照规定，第二类精神药品处方量一般不超过7天，处方需保存2年备查。同时，这也意味着在中国大陆非法制造、运输、贩卖右美沙芬将被视作制造、贩运毒品。
根据国家药监局审评中心数据，右美沙芬宣布列管后，以岭万洲国际制药有限公司和大连奥森制药有限公司分别于2024年5月25日和2024年10月9日，提交了右美沙芬单方制剂补充申请。国家药监局在列管后仍继续批准了一些右美沙芬单方制剂药品生产。

### 美国
美国食品药品监督管理局专家委员会因右美沙芬有被滥用的潜在风险，曾考虑将右美沙芬列入处方药范畴，但在2010年9月投票反对该建议，称缺乏将其列为处方药可以遏制滥用的证据。一些州已限制右美沙芬的销售只限于成年人或实施其他限制购买的措施，类似于伪麻黄碱的限制。截至2012年1月1日，加州禁止向未成年人销售右美沙芬，俄勒冈州从2018年1月1日起实行相同政策，除非有医生处方。

### 印尼
截至2014年，印尼是世界上唯一一个即使有处方也禁止单一成分右美沙芬的国家，违规者可能会受到法律制裁。药物和食品控制局（BPOM）禁止销售单一成分右美沙芬药品，无论是否有处方；国家禁毒局甚至威胁要撤销仍然存有右美沙芬的药店和药房的许可证，并通知警方进行刑事起诉。由于这一规定，已有130种药品被撤出市场，但含有多成分右美沙芬的药品仍为非处方药。

## 外部連結
- U.S. National Library of Medicine: Drug Information Portal - Dextromethorphan（页面存档备份，存于）
- Nuedexta (dextromethorphan hydrobromide and quinidine sulfate): Prescribing Information (Original Approval Date FDA: October 29, 2010)